# Eamonn Deacy Park
Het Eamonn Deacy Park is een multifunctioneel stadion in Galway, een stad in Ierland. Tussen 1937 en 2012 heette dit stadion Terryland Park. Het stadion is vernoemd naar Eamon Deacy (1958–2012), dat was een Iers voetballer.
Het stadion werd geopend in 1935. De eerste wedstrijd, op 3 februari van dat openingsjaar, werd gespeeld tussen Athlone Town FC en een club uit Galway genaamd the Galway Macks en dit was een wedstrijd om de FAI Junior Cup. In 1950 verkocht Joseph Morris, de grootvader van de man naar wie het stadion uiteindelijk werd vernoemd, het stadion aan de Galway Football Association voor £ 250. In 1993 werd het stadion gerenoveerd en werd er stadion verlichting geplaatst. In 2007 werd er een nieuwe tribune geplaatst dat voor een verhoging van 1500 toeschouwers zorgde. In het stadion is nu plaats voor 4.284 toeschouwers.
Het Ierse voetbalelftal onder 21 speelde vijf interlands in dit stadion. Het stadion wordt vooral gebruikt voor voetbalwedstrijden, de voetbalclub Galway United FC maakt gebruik van dit stadion. 
Dalymount Park (Bohemian FC) ·
Finn Park (Finn Harps FC) ·
Oriel Park (Dundalk FC) ·
Richmond Park (St. Patrick's Athletic FC) ·
Ryan McBride Brandywell Stadium (Derry City FC) ·
Showgrounds (Sligo Rovers FC) ·
Tallaght Stadium (Shamrock Rovers FC) ·
Tolka Park (Shelbourne FC) ·
Turners Cross (Cork City FC) ·
Waterford Regional Sports Centre (Waterford FC)
Athlone Town Stadium (Athlone Town FC) ·
Bishopsgate (Longford Town FC) ·
Carlisle Grounds (Bray Wanderers AFC) ·
Eamonn Deacy Park (Galway United FC) ·
Ferrycarrig Park (Wexford FC) ·
St. Colman's Park (Cobh Ramblers FC) ·
Stradbrook Road (Cabinteely FC) ·
Tallaght Stadium (Shamrock Rovers FC II) ·
UCD Bowl (University College Dublin AFC) ·
Head in the Game Park (Drogheda United FC) ·